# Рене Кабрера
Рене Кабрера (ісп. René Cabrera, 21 жовтня 1925, Маямі) — болівійський футболіст, що грав на позиції півзахисника за клуб «Хорхе Вільстерман», а також національну збірну Болівії.

## Клубна кар'єра
У футболі дебютував 1949 року виступами за команду «Хорхе Вільстерман», кольори якої і захищав протягом усієї своєї кар'єри гравця. 

## Виступи за збірну
1949 року дебютував в офіційних матчах у складі національної збірної Болівії. Протягом кар'єри у національній команді, яка тривала 5 років, провів у її формі 13 матчів.
У складі збірної був учасником двох чемпіонатів Південної Америки: 1949 року у Бразилії, Чемпіонату Південної Америки 1953 року у Перу.
Був присутній в заявці збірної на чемпіонаті світу 1950 року у Бразилії, але на поле не виходив.